# Balmaseda
Balmaseda è un comune spagnolo di 7 174 abitanti situato nella comunità autonoma dei Paesi Baschi.

## Storia
Qui, il 5 novembre 1808, si svolse la battaglia di Balmaseda tra il Primo Impero francese e la Spagna, vinta dagli spagnoli.

## Amministrazione

### Gemellaggi
- San Severino Marche
- Balmaceda